# Paraves
Clade
Familles de rang inférieur
- clade Eumaniraptora :
  - † Dromaeosauridae
- clade Averaptora :
  - † Troodontidae
  - Avialae (incluant les oiseaux)

Paraves est un groupe de dinosaures théropodes qui contient les oiseaux et leurs plus proches parents. Il a été défini par Paul Sereno comme étant le groupe de tous les maniraptoriens plus proches des Neornithes que d'Oviraptor.

## Caractéristiques

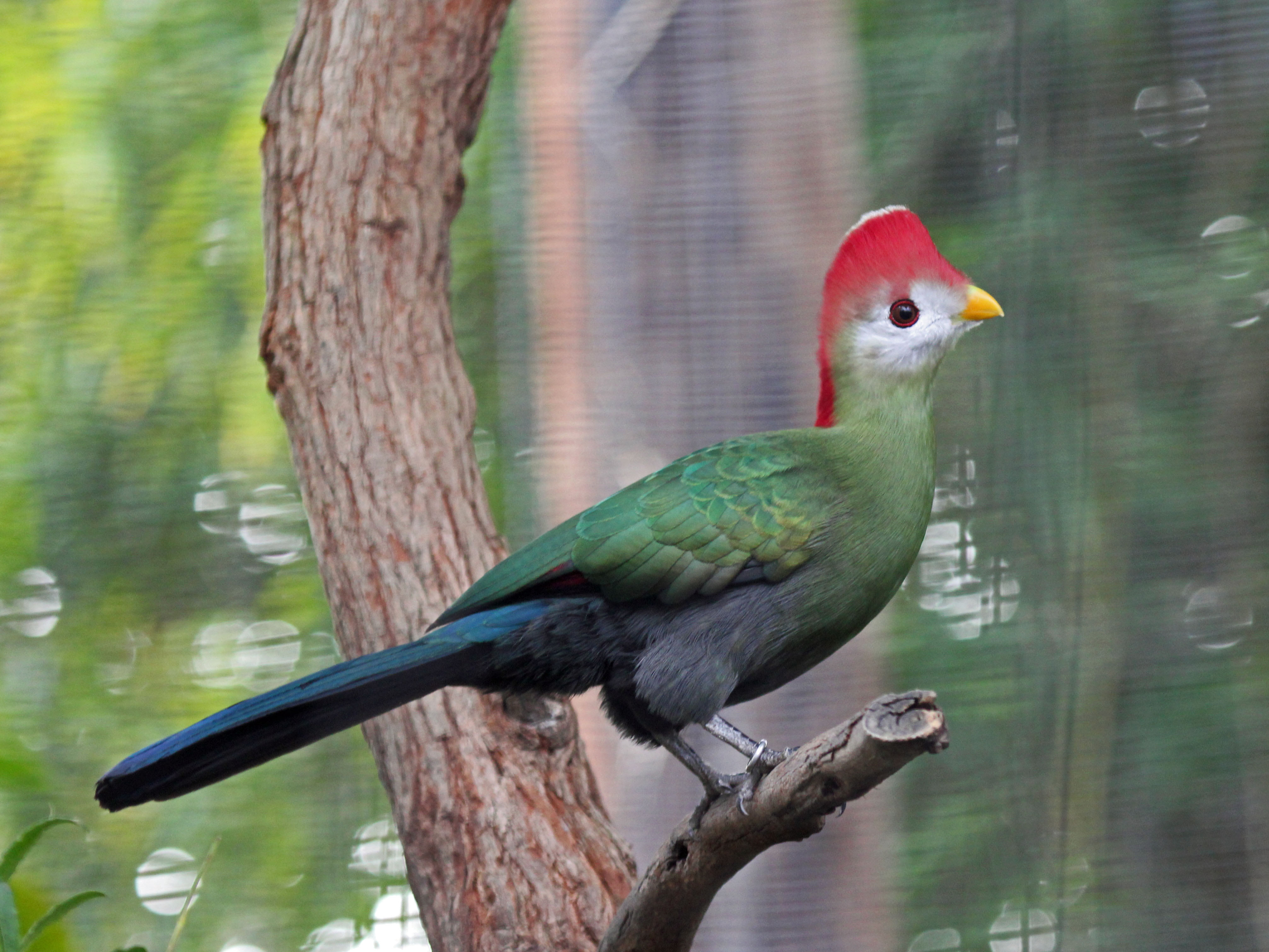
Photo d'un Paraves actuel de la classe des oiseaux : le Touraco de Pauline.

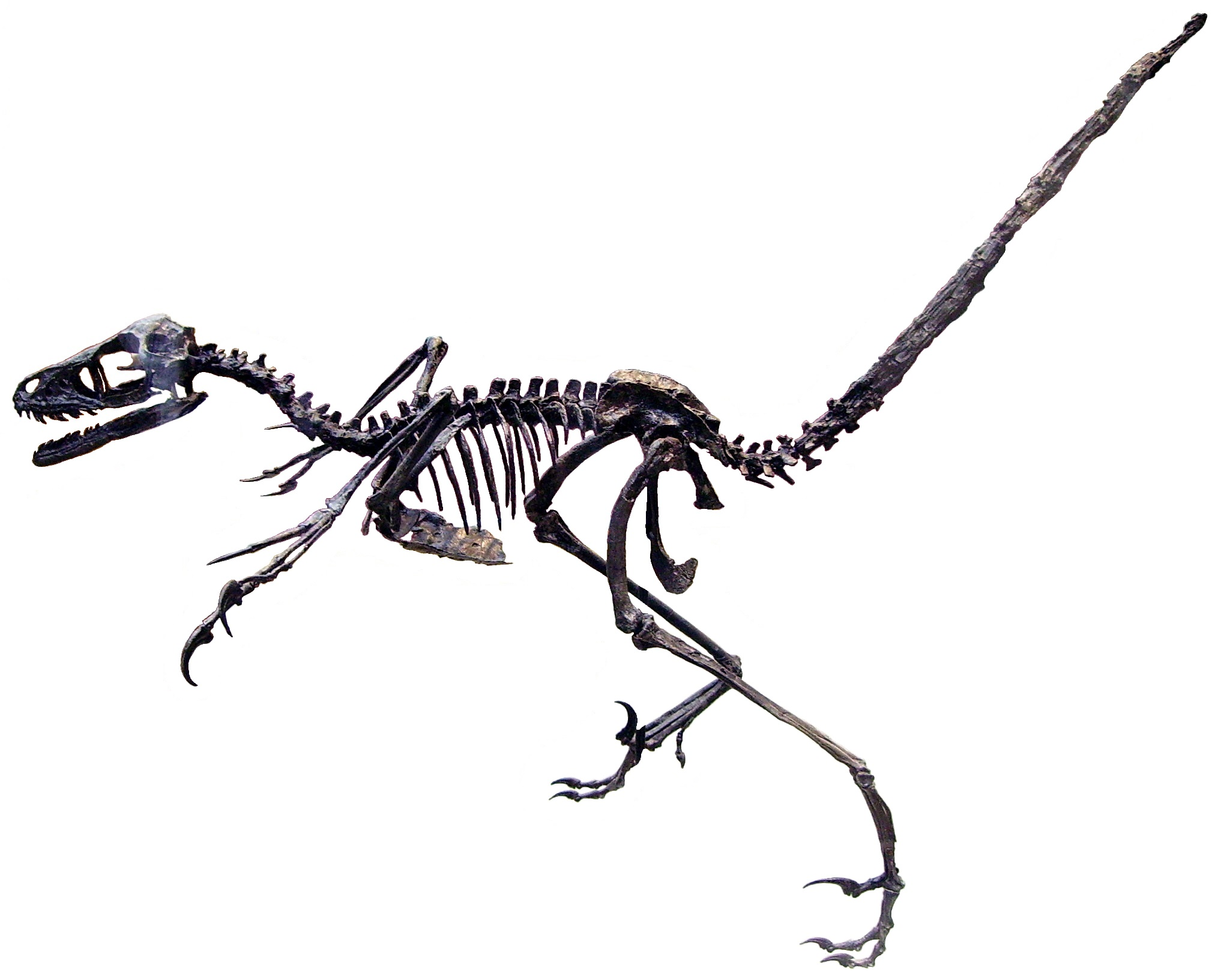
Squelette d'un Paraves droméosauridé du genre Bambiraptor.

Selon une étude de 2012, une configuration à quatre ailes pourrait représenter l'état primitif des Paraves qui pouvaient utiliser cette caractéristique pour le vol plané, les oiseaux ayant perdu par la suite cet empennage postérieur.

## Systématique
Liste des genres basaux et familles, d'après Godefroit et al. (2013) :
- Eosinopteryx
- Epidendrosaurus
- Epidexipteryx
- clade Eumaniraptora
  - clade Avialae
  - famille Dromaeosauridae
  - famille Troodontidae

## Phylogénie

### Place au sein des Théropodes
Phylogénie simplifiée des groupes de théropodes, d'après Hendrickx et al., 2015 :
- Theropoda
  - †Coelophysoidea
  - 
    - †Dilophosauridae
    - Averostra
      - †Ceratosauria
      - Tetanurae
        - †Megalosauroidea
        - Avetheropoda
          - †Allosauroidea
          - Coelurosauria
            - †Tyrannosauroidea
            - 
              - †Compsognathidae
              - Maniraptoriformes
                - †Ornithomimosauria
                - Maniraptora
                  - †Alvarezsauroidea
                  - 
                    - †Therizinosauria
                    - Pennaraptora
                      - †Oviraptorosauria
                      - Paraves
                        - †Dromaeosauridae
                        - 
                          - †Troodontidae
                          - Avialae → Oiseaux

### Phylogénie interne des Paraves

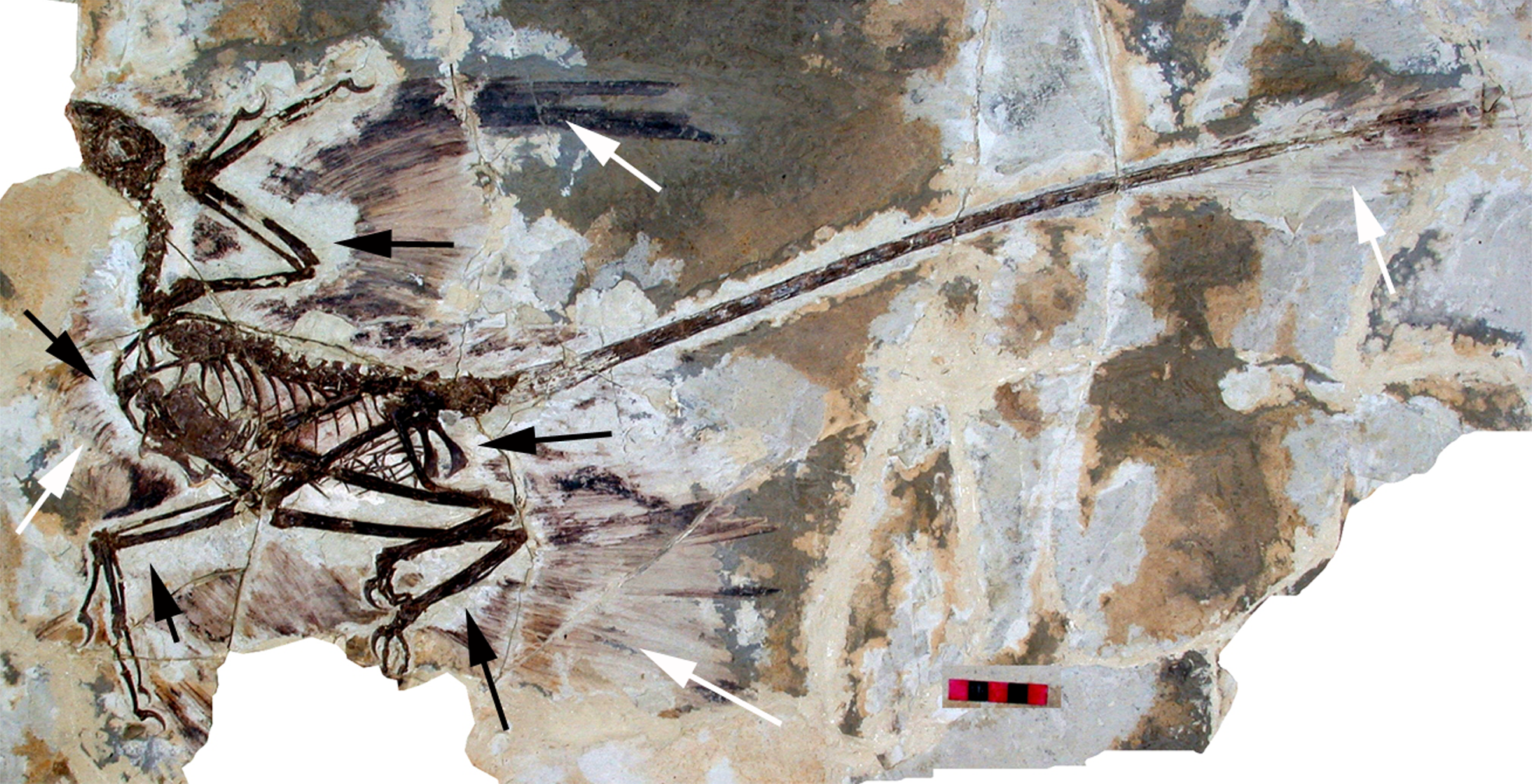
Squelette d'un Paraves droméosauridé
de l'espèce Microraptor gui avec les empreintes de ses plumes.
La barre horizontale bicolore mesure 5 centimètres.

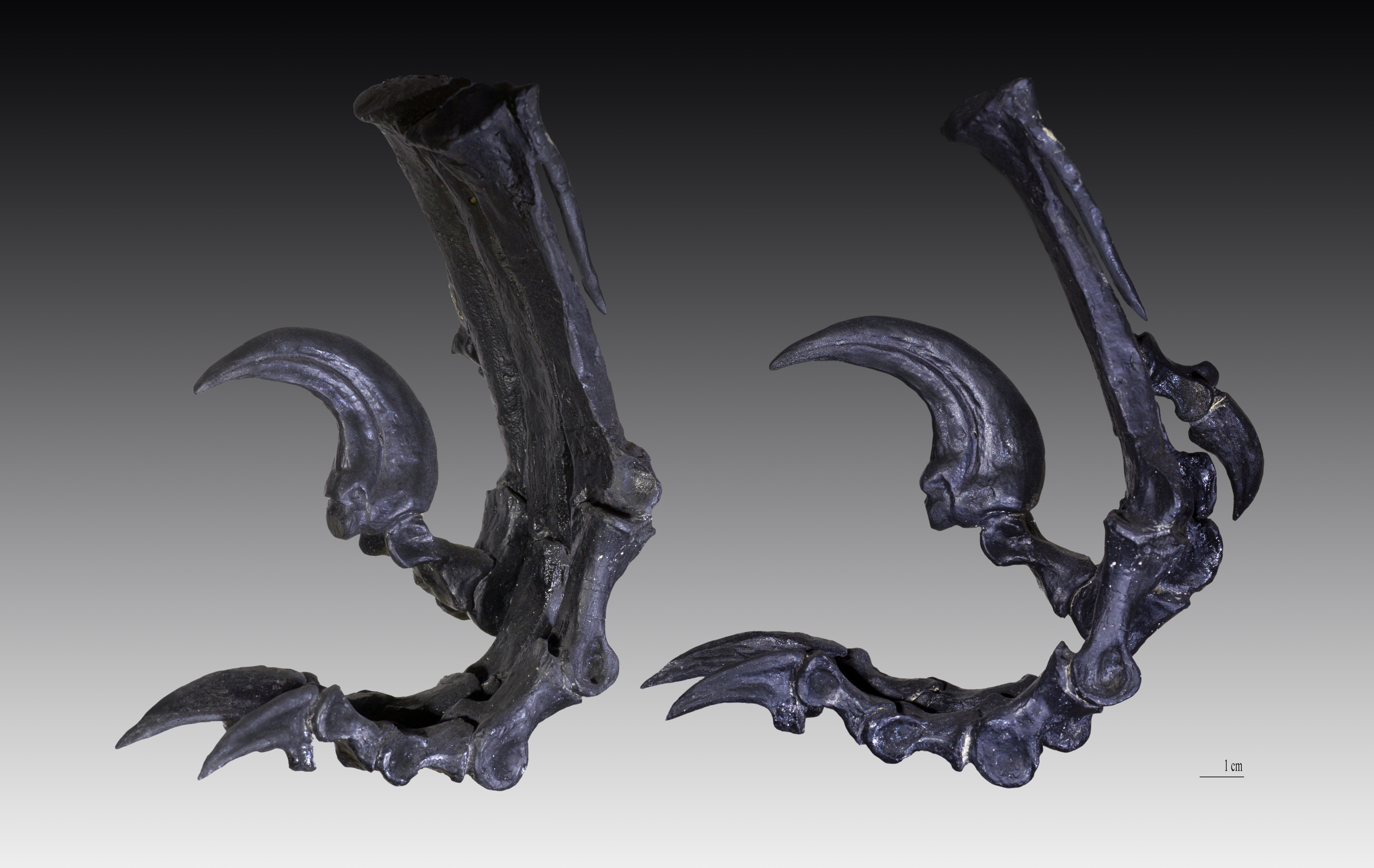
Deinonychus : Griffe en faucille ou « griffe tueuse » redressée,
courante sur le deuxième orteil chez les Paraves basaux ainsi que chez les droméosauridés, les troodontidés et même certains Avialae basaux.
Ici chez le genre Deinonychus.

La phylogénie des Paraves n'est pas encore stabilisée. 
Une analyse phylogénétique complète, réalisée en 2017 par Ulysse Lefèvre et ses collègues, montrent des différences sensibles, surtout pour les Paraves basaux, avec la principale étude précédente réalisée en 2013 par P. Godefroit et ses collègues (voir plus bas).
Ce cladogramme de 2017, n’intègre pas la création de la famille des Anchiornithidae intervenue juste après :
- Paraves
  - 
    - †Scansoriopterygidae
    - 
      - † Xiaotingia
      - † Yixianosaurus

  - 
    - 
      - 
        - †Pedopenna
        - † Aurornis

      - 
        - † Serikornis
        - †Eosinopteryx

    - 
      - † Anchiornis
      - Eumaniraptora
        - 
          - † Troodontidae
          - †Dromaeosauridae

        - Avialae → Oiseaux

Phylogénie des Paraves, d'après Pascal Godefroit et ses collègues en 2013:
- Paraves
  - 
    - † Epidendrosaurus
    - † Epidexipteryx

  - 
    - † Eosinopteryx
    - Eumaniraptora
      - † Dromaeosauridae
      - Averaptora
        - † Troodontidae
        - Avialae → Oiseaux